# Guillermo Furlong
Guillermo Furlong Cardiff (Arroyo Seco, provincia de Santa Fe, Argentina, 21 de junio de 1889 - Buenos Aires, Argentina, 20 de junio de 1974) fue un sacerdote jesuita e historiador argentino.

## Biografía
Guillermo Furlong nació en el seno de una colonia irlandesa de la provincia de Santa Fe, Argentina.  Sus padres, quienes emigraron de Irlanda, fueron Santiago Furlong (nacido en Hayeslan, Condado de Wexford, el 8 de septiembre de 1859) y Anita Cardiff (nacida en Kyle, Condado de Wexford, el 1 de mayo de 1863), católicos que se dedicaban a tareas agrícolas en su campo de Arroyo Seco.
En 1891 la familia se trasladó a la ciudad de Rosario donde su padre fue jefe de estación del Ferrocarril Central Argentino. A los siete años es inscripto en el Colegio de la Sra. Woods (calle Wheelright, Rosario) y al siguiente año concurrió al Saint Bartholomew School (calle Urquiza, Rosario), donde asistían en su mayoría alumnos procedentes de familias de habla inglesa.
En 1903 ingresó en la Compañía de Jesús en Córdoba. En 1905 viajó a España y en Monasterio de Veruela, ubicado en Aragón, España, estudió humanidades. En 1911 partió a los Estados Unidos y en el Woostock College se dedicó al estudio de las ciencias naturales y físicas. En la Universidad de Georgetown, ubicada en Washington D. C., obtuvo el grado académico de doctorado.Ese año fue a España a completar sus estudios- Cursó en Tortosa ciencias físicas y especulativas y comenzó sus investigaciones históricas. En 1911 se trasladó a los Estados Unidos de Norteamérica donde siguió estudios superiores en el Woodstock College de la Universidad de Georgetown, y de paleografía en la Biblioteca del Congreso.
Al regresar a Buenos Aires ejerció la docencia en el Seminario Pontificio latín y griego fueron materias a su cargo en el primero de esos institutos, e inglés e historia argentina en el segundo.
Regresó a Argentina y en Buenos Aires donde se desempeñó como profesor en el seminario de Villa Devoto y en el Colegio del Salvador.
En 1920 viajó nuevamente a España. En Barcelona estudió teología. Fue ordenado sacerdote en 1924.
Miembro fundador de la Junta de Historia Eclesiástica Argentina, de la Academia Nacional de Geografía y miembro de número de la Academia Nacional de la Historia de la República Argentina. En 1955 tras el golpe de Estado de septiembre de ese año se desataría una purga cultural, la Academia de Historia junto al resto de las academias nacionales, sería intervenida por orden de Atilio Valentín dell'Oro Maini, ministro de la dictadura 
expulsando de su membresía junto a otros historiadores de línea nacionalista e hispanista entre ellos Furlong, Rubén Vargas Ugarte y Miguel Batllorí, entre otros.
El 24 de junio de 1939 se incorporó a la Academia Nacional de Historia hizo su presentación junto al también hispanista José Torre Revello. Estuvo a cargo del Instituto de Historia Argentina y Americana de la Universidad del Salvador desde su creación, en 1966. 
Fue un estudioso de la historia colonial rioplatense. Falleció en Buenos Aires, el 20 de mayo de 1974, a los 86 años de edad.

## Obra
- Los jesuitas y la cultura rioplatense.
- Cartografía jesuítica del Río de la Plata.
- Bibliotecas argentinas durante la dominación hispánica.
- Músicos argentinos durante la dominación hispánica.
- Matemáticos argentinos durante la dominación hispánica.
- Arquitectos argentinos durante la dominación hispánica.
- Artesanos argentinos durante la dominación hispánica.
- Médicos argentinos durante la dominación hispánica.
- Naturalistas argentinos durante la dominación hispánica.
- El General José de San Martín, ¿Masón - Católico - Deísta?
- La cultura femenina en la época colonial.
- Los jesuitas y la escisión del Reyno de Indias.